# Кумар, Шарад
Шарад Кумар (род. 1 марта 1992, Патна) — индийский легкоатлет-паралимпиец, прыгун в высоту, бывший первый номер мирового рейтинга. Бронзовый призёр Паралимпийских игр, двукратный чемпион Азиатских Паралимпийских игр (2014, класс T42; 2018, класс T42/63), серебряный призёр чемпионата мира 2017 года.

## Ранние годы
Шарад Кумар родился 1 марта 1992 года в Патне, штат Бихар. В возрасте двух лет ему парализовало левую ногу в результате неудачного лечения полиомиелита (поддельное лекарство). Шарад учился в школе Святого Павла (Дарджилинг), где начал заниматься прыжками в высоту в 7 классе. Он побил рекорды школы и округа, соревнуясь со здоровыми спортсменами. Для дальнейшего обучения он переехал в Дели, где затем окончил колледж Кирори Мал по специальности политология. Затем он учился в Университете Джавахарлала Неру.
Владеет бенгальским, английским, непальским языками и хинди.
После того, как он стал тренироваться на Украине, поступил в Харьковский университет, где изучает бизнес-управление.

## Карьера

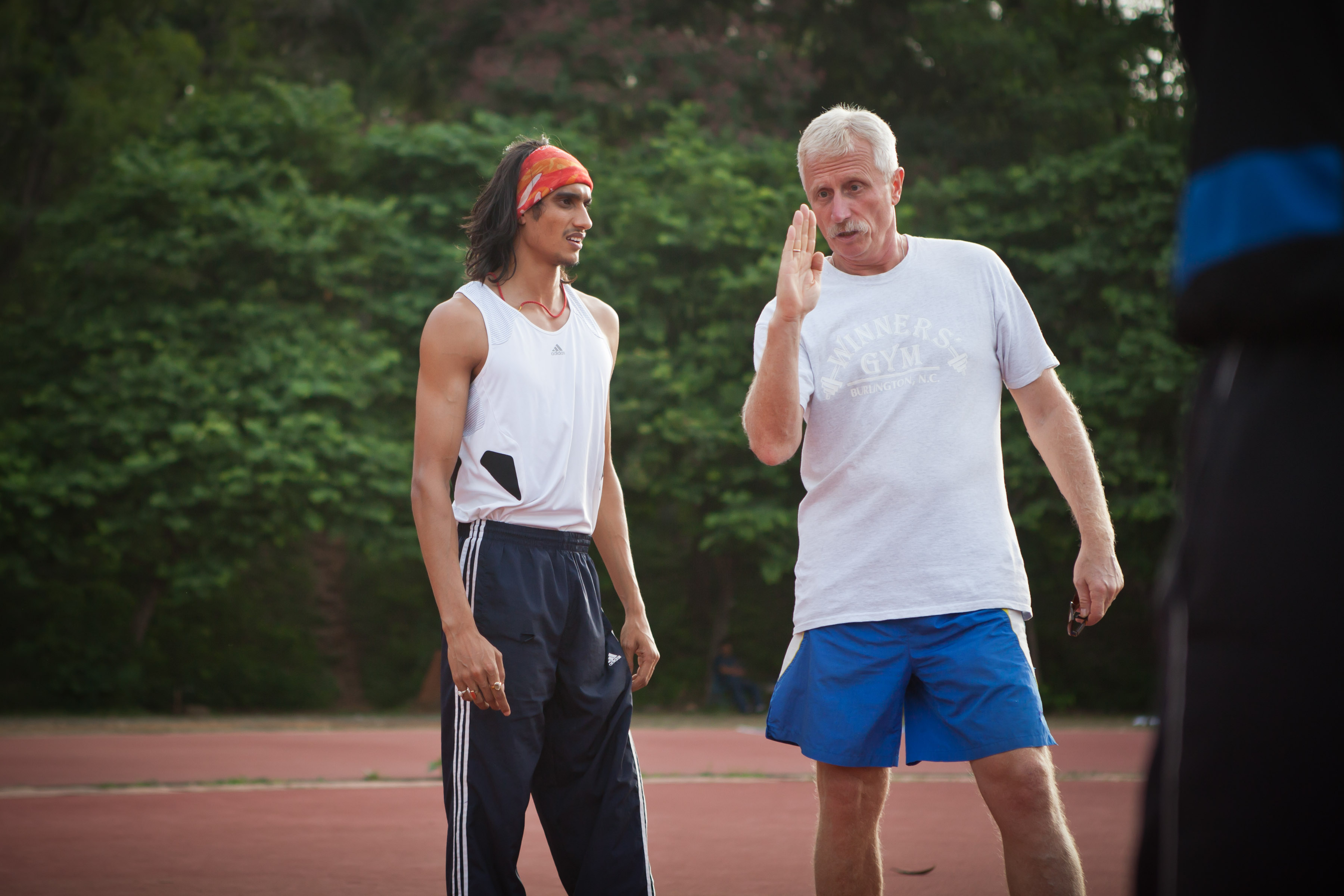
Шарад Кумар тренируется в Бангалоре под руководством Никитана Уффгана

Шарад дебютировал на международных соревнованиях в 2010 году на Азиатских Паралимпийских играх в Гуанчжоу. В январе 2012 года он прыгнул на 1,64 метра, таким образом квалифицировавшись на Паралимпийские игры 2012 года в Лондоне. В апреле 2012 года на Открытом чемпионате Малайзии после прыжка на 1,75 м он в 19 летнем возрасте возглавил мировой рейтинг, но пропустил Паралимпийские игры в Лондоне после положительного результата теста на запрещённый препарат. Он вернулся на Паралимпийские Азиатские игры 2014 года, где выиграл золото, прыгнув на 1,80 м. Этим результатом он побил 12-летний рекорд Азиатских игр, а также вновь стал первым в мировом рейтинге. Он участвовал в Паралимпийских играх в Рио-де-Жанейро в 2016 году, заняв шестое место с прыжком на 1,77 метра. Он начал тренироваться под руководством Сатьянараяны с марта 2015 года. Он выиграл серебро на чемпионате мира 2017 года с прыжком на 1,84 метра и золото на Параазиатских играх 2018 года в Джакарте, установив новый рекорд Игр и континентальный рекорд с прыжком на 1,90 метра.
С 2017 года тренируется на Украине.